# Lombardei-Rundfahrt 2017
Die 111. Lombardei-Rundfahrt war ein italienisches Straßenradrennen in der Lombardei. Das Eintagesrennen fand am Samstag, den 7. Oktober 2017, statt. Dieses Radrennen startete in Bergamo und endete in Como mit einer Länge von 247 km. Zudem gehörte es zur UCI WorldTour 2017 und war dort das Rennen 36 insgesamt 38 dieser Serie.
Sieger des Rennens wurde Vincenzo Nibali aus Italien von Bahrain-Merida mit etwa halben Minuten Vorsprung vor Julian Alaphilippe aus Frankreich von Quick-Step Floors.

## Teilnehmende Mannschaften
| WorldTeams (18)- AG2R La Mondiale - Astana - Bahrain-Merida - BMC Racing Team - Bora-Hansgrohe - Cannondale-Drapac - FDJ - Lotto-Soudal - Movistar Team - Orica-Scott - Quick-Step Floors - Dimension Data - Katusha-Alpecin - Lotto NL-Jumbo - Sky - Team Sunweb - Trek-Segafredo - UAE Team Emirates Professional Continental Teams (7)- Androni Giocattoli - Bardiani CSF - Cofidis, Solutions Crédits - Gazprom-RusVelo - Nippo-Vini Fantini - Wilier Triestina-Selle Italia - Direct Énergie |
| |

## Strecke
Nach dem Start in Bergamo verläuft die Strecke flach dahin bis zu Kilometer 56. Dort kam als erster Anstieg des Tages, der Colle Gallo (763 Meter über NN), auf die Fahrer zu. Bei Kilometer 116 folgte der Colle Brianza (533 m ü. NN). Ab Kilometer 166 ging es hinauf zum Madonna del Ghisallo (754 m ü. NN). Kurz darauf folgte die Muro del Sormano (1124 m ü. NN) und die letzten beiden von sieben Kilometer der Steigung waren im Schnitt bis zu 15 Prozent steil. Bei Kilometer 230 folgte der Civiglio (673 m ü. NN/4 Kilometer lang/im Durchschnitt 9,7 Prozent steil) und bei Kilometer 241 ging hinauf nach San Fermo della Battaglia (397 m ü. NN/2,7 Kilometer lang/im Durchschnitt 7,2 Prozent steil). In einer Abfahrt gingen die beiden letzten Kilometer flach dahin in Como.

## Rennverlauf
Nach wenigen Kilometern setzen sich sechs Fahrer vom Feld ab: Reinardt Janse van Rensburg (Südafrika/Dimension Data), Mathias Le Turnier (Frankreich/Cofidis), Davide Ballerini (Italien/Androni), Pierpaolo De Negri (Italien/Nippo), Lennard Hofstede (Niederlande/Sunweb) und Lorenzo Rota (Italien/Bardiani). Die Gruppe bekam in der Folge maximal 12 Minuten an Vorsprung.
Im Anstieg zur Madonna del Ghisallo kamen weitere Fahrer zur Spitzengruppe hinzu mit Laurens De Plus (Belgien/Quick Step), Mickaël Chérel (Frankreich/AG2R) und Primož Roglič (Slowenien/LottoNL). Nachdem das Trio zur Spitze aufschlossen, attackierte Cherel an der Spitze zur Muro del Sormano und fuhr allein weiter. Am Ende der Abfahrt von der Muro del Sormano fuhren Philippe Gilbert (Belgien/Quick Step), Pello Bilbao (Spanien/Astana) und Alessandro De Marchi zu Cherel auf. Hinauf nach Civiglio wurde die Gruppe eingeholt.
Im Civiglio kam es zu Attacken von Gianni Moscon (Italien/Sky) und Sam Oomen (Niederlande/Sunweb). Die beiden kamen aber mit weg. Anschließend griff Thibaut Pinot (Frankreich/FDJ) an und setzte sich ab. Hinter Pinot folgte eine Gruppe mit Vincenzo Nibali (Italien/Bahrain-Merida), Domenico Pozzovivo (Italien/AG2R) und Rigoberto Urán (Kolumbien/Cannondale Drapac). Nibali schloss wenige Kilometer in der Abfahrt zu Pinot auf und fuhr von Pinot weg. Hinauf nach San Fermo della Battaglia konnte die Gruppe u. a. mit Moscon, Oomen, Egan Bernal (Kolumbien/Androni) und Nairo Quintana nicht mehr zu Nibali aufschließen, aber sie holten Pinot im Anstieg ein. In der letzten Abfahrt setzte sich Julian Alaphilippe (Frankreich/Quick Step) aus der Verfolgergruppe ab, konnte die Lücke zu Nibali nicht mehr schließen.
Nibali gewann zum zweiten Mal nach 2015, das wie 2017 von Bergamo nach Como führte, das Rennen. Mit etwa einer halben Minuten Rückstand folgte Alaphilippe und den beiden kam es zum Sprint um Platz drei. Dritter wurde Moscon.
Überschattet wurde der Triumph von Nibali von einem schweren Sturz in der Abfahrt von der Muro del Sormano, etwa 35 Kilometer vor dem Ziel, von mehreren Fahrern. Gestürzt waren Simone Petilli (Italien/UAE Team Emirates), Jan Bakelants (Belgien/AG2R), Daniel Martinez (Kolumbien/Wilier Triestina) und De Plus und musste das Rennen aufgeben und teilweise ins Krankenhaus eingeliefert werden. Während sich De Plus und Martinez sich nur leicht verletzten, brach sich Bakelants mehrere Rippen und Lendenwirbel und Petilli erlitt u. a. eine Gehirnerschütterung, eine Augenverletzung und eine Nackenfraktur.

## Rennergebnis
| \| Gesamtwertung \| Gesamtwertung \| Gesamtwertung \| Gesamtwertung \| Gesamtwertung \| \| Fahrer \| Fahrer \| Land \| Team \| Zeit \| \| ------------- \| ------------------ \| ------------- \| --------------------------- \| --------------- \| \| 1. \| Vincenzo Nibali \| Italien \| Bahrain-Merida \| 6 h 15 min 28 s \| \| 2. \| Julian Alaphilippe \| Frankreich \| Quick-Step Floors \| + 28 s \| \| 3. \| Gianni Moscon \| Italien \| Team Sky \| + 38 s \| \| 4. \| Alexis Vuillermoz \| Frankreich \| AG2R La Mondiale \| + 38 s \| \| 5. \| Thibaut Pinot \| Frankreich \| FDJ \| + 38 s \| \| 6. \| Domenico Pozzovivo \| Italien \| AG2R La Mondiale \| + 38 s \| \| 7. \| Fabio Aru \| Italien \| Astana \| + 38 s \| \| 8. \| Mikel Nieve \| Spanien \| Team Sky \| + 40 s \| \| 9. \| Nairo Quintana \| Kolumbien \| Movistar Team \| + 42 s \| \| 10. \| Sergei Tschernezki \| Russland \| Astana \| + 47 s \| \| 11. \| Sam Oomen \| Niederlande \| Team Sunweb \| + 47 s \| \| 12. \| Nicolas Roche \| Irland \| BMC Racing Team \| + 47 s \| \| 13. \| Egan Bernal \| Kolumbien \| Androni-Sidermec-Bottecchia \| + 47 s \| \| 14. \| Ben Hermans \| Belgien \| BMC Racing Team \| + 47 s \| \| 15. \| Davide Villella \| Italien \| Cannondale-Drapac \| + 1 min 12 s \| \| 16. \| Mathias Frank \| Schweiz \| AG2R La Mondiale \| + 1 min 12 s \| \| 17. \| Diego Rosa \| Italien \| Team Sky \| + 1 min 12 s \| \| 18. \| Wilco Kelderman \| Niederlande \| Team Sunweb \| + 1 min 12 s \| \| 19. \| Bauke Mollema \| Niederlande \| Trek-Segafredo \| + 1 min 26 s \| \| 20. \| Tim Wellens \| Belgien \| Lotto-Soudal \| + 1 min 26 s \| |                    |             |                             |                 |
| |                    |             |                             |                 |
| Quelle: ProCyclingStats |                    |             |                             |                 |
| Gesamtwertung |                    |             |                             |                 |
| Fahrer | Fahrer             | Land        | Team                        | Zeit            |
| 1. | Vincenzo Nibali    | Italien     | Bahrain-Merida              | 6 h 15 min 28 s |
| 2. | Julian Alaphilippe | Frankreich  | Quick-Step Floors           | + 28 s          |
| 3. | Gianni Moscon      | Italien     | Team Sky                    | + 38 s          |
| 4. | Alexis Vuillermoz  | Frankreich  | AG2R La Mondiale            | + 38 s          |
| 5. | Thibaut Pinot      | Frankreich  | FDJ                         | + 38 s          |
| 6. | Domenico Pozzovivo | Italien     | AG2R La Mondiale            | + 38 s          |
| 7. | Fabio Aru          | Italien     | Astana                      | + 38 s          |
| 8. | Mikel Nieve        | Spanien     | Team Sky                    | + 40 s          |
| 9. | Nairo Quintana     | Kolumbien   | Movistar Team               | + 42 s          |
| 10. | Sergei Tschernezki | Russland    | Astana                      | + 47 s          |
| 11. | Sam Oomen          | Niederlande | Team Sunweb                 | + 47 s          |
| 12. | Nicolas Roche      | Irland      | BMC Racing Team             | + 47 s          |
| 13. | Egan Bernal        | Kolumbien   | Androni-Sidermec-Bottecchia | + 47 s          |
| 14. | Ben Hermans        | Belgien     | BMC Racing Team             | + 47 s          |
| 15. | Davide Villella    | Italien     | Cannondale-Drapac           | + 1 min 12 s    |
| 16. | Mathias Frank      | Schweiz     | AG2R La Mondiale            | + 1 min 12 s    |
| 17. | Diego Rosa         | Italien     | Team Sky                    | + 1 min 12 s    |
| 18. | Wilco Kelderman    | Niederlande | Team Sunweb                 | + 1 min 12 s    |
| 19. | Bauke Mollema      | Niederlande | Trek-Segafredo              | + 1 min 26 s    |
| 20. | Tim Wellens        | Belgien     | Lotto-Soudal                | + 1 min 26 s    |